# Петров, Александр Анатольевич (футболист)
Александр Анатольевич Петров (род. 14 мая 1969) — украинский футболист, полузащитник и нападающий.

## Биография
В весеннем сезоне 1992 года выступал за «Шахтёр» (Павлоград) в первой лиге Украины. Летом 1992 года перешёл в клуб второй лиги херсонскую «Таврию» (позднее — «Водник», «Кристалл», СК «Херсон»). В сезоне 1995/96 херсонский клуб стал серебряным призёром второй лиги, однако Петров не доиграл сезон в команде, проведя весну 1996 года в житомирском «Химике», игравшем в первой лиге. Летом 1996 года футболист вернулся в Херсон, где играл до конца профессиональной карьеры, всё это время клуб провёл во второй лиге. Победитель зонального турнира второй лиги 1997/98, серебряный призёр сезона 1998/99. В 2000 году стал финалистом Кубка Второй лиги. Последние матчи за клуб сыграл в ноябре 2002 года, однако числился в заявке до сезона 2003/04.
Всего за 12 неполных сезонов сыграл в первенствах Украины за херсонский клуб 306 матчей и забил 36 голов, все — во второй лиге; а также 20 матчей и 5 голов в Кубке Украины. Участник матча 1/8 финала Кубка страны в 2000 году против киевского «Динамо» (0:4), автор гола в 1997 году в матче 1/16 финала против львовских «Карпат» (1:4).
После окончания профессиональной карьеры играл на любительском уровне в чемпионате Херсонской области.